# 斯考頓魨
斯考頓魨為輻鰭魚綱魨形目四齒魨亞目四齒魨科的其中一種，為熱帶淡水魚，分布於非洲剛果河流域，體長可達9公分，棲息在底層水域，以底棲性無脊椎動物為食，生活習性不明，可作為觀賞魚。

## 扩展阅读
維基物種上的相關：斯考頓魨